# 99 Luftballons
99 Luftballons ist ein Popsong der Band Nena aus dem Jahre 1983. Der Text stammt von Carlo Karges, die Musik schrieb Uwe Fahrenkrog-Petersen. Das Stück war einer der erfolgreichsten Titel der Neuen Deutschen Welle und auch international einer der erfolgreichsten Popsongs in deutscher Sprache. Die 1984 veröffentlichte englische Version 99 Red Balloons entwickelte sich ebenfalls zu einem internationalen Hit.

## Hintergrund
99 Luftballons entstand vor dem Hintergrund der letzten Phase des Kalten Krieges in den 1980er Jahren in Deutschland. Aufgrund des NATO-Doppelbeschlusses von 1979 begann 1983 in Deutschland die Stationierung von atomaren Pershing-II-Raketen. Diese nukleare Aufrüstung führte zu Befürchtungen, dass die Gefahr eines Atomkrieges steige, und stieß daher auf massive Widerstände in Teilen der Bevölkerung. Diese formierten sich in der Friedensbewegung der 1980er Jahre.

## Entstehung
Die Idee zum Liedtext kam dem Bandgitarristen Carlo Karges am 8. Juni 1982 während eines Konzerts der Rolling-Stones in der Waldbühne Berlin. Er beobachtete, wie zu Beginn des Konzerts am Anfang des Openers „Under my Thumb“ eine große Menge bunter Ballons in den Himmel stiegen und fragte sich, was wohl geschähe, wenn die Ballons über die Grenze nach Ost-Berlin treiben und dort eine paranoide Reaktion auslösen würden (ein Jahr später wäre es durch einen ähnlichen Fehlalarm beinahe wirklich zum atomaren Erstschlag gekommen). Wenig später hatte der Keyboarder der Band, Uwe Fahrenkrog-Petersen, eine Melodie im Kopf, als er im Auto zum Probenraum unterwegs war. Er spielte sie dort mit dem Schlagzeuger Rolf Brendel und dem Bassisten Jürgen Dehmel, als Karges dazukam und sagte, dass er einen Text geschrieben habe, der genau auf diese Melodie passe. Von den ursprünglich sieben Strophen wurden zwei gestrichen, um den Song nicht zu lang werden zu lassen. Deren auf einem Zettel notierter Text wurde von Karges an einen Fan verschenkt und ist nicht mehr bekannt.

## Inhalt
Das Lied erzählt in fünf Strophen, wie 99 Luftballons am Himmel treiben, für Ufos gehalten werden und ein General eine Fliegerstaffel mit Düsenjägern hinterherschickt. Sie schießen auf die Ballons, was von den Kriegsministern der benachbarten Staaten sowohl fälschlicherweise für einen Angriff gehalten als auch als Vorwand benutzt wird, den eigenen Machtbereich militärisch zu erweitern. Die Folge sind 99 Jahre Krieg und damit das Ende der menschlichen Zivilisation auf der Erde. Das Lied endet mit der Strophe:
99 Jahre Krieg
ließen keinen Platz für Sieger
Kriegsminister gibt’s nicht mehr
und auch keine Düsenflieger
Heute zieh’ ich meine Runden
seh die Welt in Trümmern liegen.
Hab ’nen Luftballon gefunden
Denk an dich und lass' ihn fliegen
Der von Kevin McAlea verfasste englische Text mit dem Titel 99 Red Balloons beschreibt zwar im Wesentlichen dasselbe Szenario, allerdings weichen einzelne Sätze und Details deutlich vom deutschen Original ab. Er endet mit:
99 dreams I have had
In every one a red balloon
It’s all over and I’m standin’ pretty
In this dust that was a city
If I could find a souvenir
Just to prove the world was here …
And here is a red balloon
I think of you and let it fly.

## Der Song in den USA
Als Christiane Felscherinow sich in Los Angeles aufhielt, um den Film Christiane F. – Wir Kinder vom Bahnhof Zoo zu promoten, war sie zusammen mit Nina Hagen Gast in der Radiosendung des bekannten Diskjockeys Rodney Bingenheimer. Als sich Hörer nach Felscherinows Musikgeschmack erkundigten, suchte sie den Song 99 Luftballons aus, der sich auf einer Kassette befand, die sie aus Deutschland mitgebracht hatte. Bingenheimer war von dem Stück so angetan, dass er es einige Tage später erneut präsentierte. Auch andere Radiosender und MTV spielten das Lied. Die deutschsprachige Version des Liedes belegte Platz 2 der Billboard-Charts bzw. Platz 1 der Cashbox-Charts und wurde am 26. März 1984 mit Gold für 500.000 verkaufte Kopien ausgezeichnet. Die eigentlich für den amerikanischen Markt produzierte englische Version blieb dort ungefragt.

## Erfolge
Ende März 1983 erreichte das Stück Platz eins in der Bundesrepublik und wurde danach auch international erfolgreich. Das Lied schaffte es an die Spitze der Charts in Japan, Mexiko, Kanada und Australien und auf Platz zwei in den USA. Im Februar 1984 belegte die englischsprachige Version Platz eins der UK-Charts und hielt sich dort drei Wochen lang.
| ChartsChartplatzierungen       | Höchstplatzierung | Wochen |
| ------------------------------ | ----------------- | ------ |
| Deutschland (GfK)              | 1 (23 Wo.)        | 23     |
| Österreich (Ö3)                | 1 (14 Wo.)        | 14     |
| Schweiz (IFPI)                 | 1 (11 Wo.)        | 11     |
| Vereinigtes Königreich (OCC)   | 1 (12 Wo.)        | 12     |
| Vereinigte Staaten (Billboard) | 2 (23 Wo.)        | 23     |

99 Luftballons war Nenas einziger Hit außerhalb Europas, insbesondere in den USA und Großbritannien gilt sie daher als One-Hit-Wonder.

## Neue Versionen
2002 veröffentlichte Nena eine neue Version des Liedes; diese konnte jedoch nicht an die Erfolge des Originals anknüpfen. Die Version erreichte Platz 28 in Deutschland und Platz 88 in der Schweiz.
Anlässlich der Dokumentation Summer of the 80s wurde 2009 eine neue deutsch-französische Version des Songs für den Fernsehsender ARTE mit dazugehörigem Videoclip von Philippe Rouget aufgenommen. Uwe Fahrenkrog-Petersen und Derek von Krogh arrangierten den Song für diesen Anlass neu.

## Coverversionen und weitere Verwendungen
- Die US-amerikanische Band 7 Seconds veröffentlichte 1985 eine Coverversion des Liedes auf dem Album Walk Together, Rock Together.
- Die US-amerikanische Band Goldfinger veröffentlichte im Jahr 2000 eine Coverversion des Liedes, die sich im Computerspiel Gran Turismo, sowie in den Filmen Nicht noch ein Teeniefilm und Eurotrip findet. Die ersten beiden Strophen stammen aus der englischen Version, die letzte aus der deutschen.
- Brisko Schneider sang das Lied in seiner Sendung Briskos Jahrhundertshow.
- Das Computerspiel Lazy Jones enthält ein Unterspiel mit dem Namen 99 Red Ballons, welches das Lied als Hintergrundmusik verwendet.
- Für den Film Die Hochzeits-Crasher wurde eine Szene mit Owen Wilson und Vince Vaughn gedreht, in der die beiden zu 99 Red Balloons/99 Luftballons Karaoke singen. Die Szene kam nicht in die endgültige Fassung des Films, ist aber als nicht verwendete Szene auf der DVD enthalten.
- Im Film Eine Hochzeit zum Verlieben, der in den 80er-Jahren spielt, gibt es eine Szene, in der die Hauptdarstellerin Drew Barrymore (auch in der englischen Originalfassung) das Lied auf Deutsch singt.
- Im Film Ein Mann – ein Mord wird 99 Luftballons gespielt.
- In der englischen Originalversion der Episode The Heartbroke Kid von Die Simpsons wird das Lied von Homer Simpson auf Deutsch gesungen.
- In der dritten Staffel der Serie Gilmore Girls in der Folge Baby-Alarm hört Lorelai das Lied per Walkman als sie im Krankenhaus ist, um ihre Tochter Rory zur Welt zu bringen.
- In Folge 44 Meine Interpretation von Scrubs – Die Anfänger flüchtet Hauptdarsteller J.D. zweimal in einen Tagtraum, in dem er zu dem Lied in einem Raum voller roter Luftballons tanzt.
- Weird Al Yankovic singt den Refrain des Songs mit leicht verändertem Text in dem Song Hooked on Polkas.
- In Zack Snyders Graphic-Novel-Verfilmung Watchmen – Die Wächter wird 99 Luftballons zur musikalischen Untermalung einer Szene verwendet. Auch in der Originalfassung des Films ist die deutsche Version des Liedes zu hören.
- Im Film Boogie Nights läuft der Song während einer Drogendeal-Szene, die in einer blutigen Schießerei endet.
- Der Komiker Otto Waalkes parodierte im Jahr 1983 99 Luftballons als 99 Pfefferkuchen in seiner musikalischen Revue zu Hänsel und Gretel.
- 1998 sampelt der Rapper John Forté die englische Version in dem mit der Sängerin Jeni Fujita gesungenen und von den beiden ehemaligen Fugees Rappern Pras Michel und Wyclef Jean produzierten Lied Ninety Nine (Flash the Message). Fujita singt dabei den Refrain von Nena.
- Im Film Willkommen im Krieg wird das Lied mehrmals gesungen.
- Im Film Mr. Nobody aus dem Jahr 2009 wird das Lied in dem Kapitel Ein schöner Tag auf einer Geburtstagsparty gespielt.
- Auf seinem Album Campeones spielte Ray Conniff 1986 eine Version des Titels ein.
- Der Film Atomic Blonde von David Leitch, zeitlich kurz vor dem Mauerfall angesiedelt, verwendet das Lied im Original und in einer Coverversion der Londoner Band Kaleida in seinem von 80er-Jahre-Hits geprägten Soundtrack.[17]
- In der Computerspielreihe Grand Theft Auto wird das Lied mehrfach verwendet. So kann man in Vice City im Radiosender Wave 103 die deutsche Fassung des Liedes hören. In Vice City Stories muss man für die 100%-Wertung 99 Luftballons abschießen.
- In der ersten Folge der ersten Staffel der US-Serie Mein Name ist Earl wird die deutsche Version gespielt.
- Die erste Folge der dritten Staffel der amerikanischen Science-Fiction-Serie 12 Monkeys verwendet das Lied während einer kurzen Musical-Einlage mit deutschem Text und neu eingesungen.[18]
- Männer sind Schweine von Howard Deutch, 2008
- Karambolage von Michel Souris, 2018[19]
- Das österreichische DJ-Duo Harris & Ford veröffentlichte 2022 einen Hardstyle-Remix des Songs.